# Керншток, Оттокар
Оттокар Керншток (нем. Ottokar Kernstock), настоящее имя — Отто Керншток (25 июля 1848, Марибор — 5 ноября 1928, Шлосс-Фестенбург, Австрия) — австрийский поэт, католический священник. Писал стихи в помпезно-архаичном стиле, проникнутые идеями немецкого национализма. Гимном Австрии в 1929—1938 были его стихи, положенные на музыку немецкого гимна Deutschland, Deutschland über alles. Приветствовал нацистское движение, написал в его честь гимн Das Hakenkreuz im weißen Feld (композитор Ханс Ганссер). После освобождении Австрии от нацизма его имя постепенно забывается; лишь немногие объекты, названные когда-то в его честь, сохранили к настоящему времени его имя.

## Сочинения
- Verloren und Wiedergefunden, Märchen, 1894
- Die wehrhafte Nachtigall, 1900
- Aus dem Zwingergärtlein, 1901
- Unter der Linde, 1905
- Turmschwalben, 1908
- Aus der Festenburg, 1911
- Tageweisen, 1912
- Schwertlilien aus dem Zwingergärtlein, 1915
- Steirischer Waffensegen, 1916
- Der redende Born, 1922
- Das Hakenkreuzlied, 1923